# Ясинувате (Запорізький район)
Ясинува́те — село в Україні, у Запорізькому районі Запорізької області. Входить до складу Петро-Михайлівської сільської громади.
Площа села — 26,33 га. Кількість дворів — 45, населення на 01.01.2007 р. — 115 осіб.

## Географія
Село Ясинувате знаходиться за 1 км від лівого берега річки Дніпро, вище за течією на відстані 2,5 км розташоване село Петро-Свистунове.
Розташоване за 44 км від міста Вільнянськ, за 44 км від обласного центру. Найближча залізнична станція — Вільнянськ — за 44 км від села. 

## Історія
При будівництві ДніпроГЕСу була проведена археологічна експедиція, у ході якої було виявлено стоянку доби середнього палеоліту. Поблизу села знайдений могильник Маріупольського типу дніпро-Донецької культури.
Село утворилось як хутір у 1920-х роках.
В 1932-1933 селяни пережили сталінський геноцид[джерело?].
До 2017 підпорядковане Дніпровській сільській раді.

## Пам'ятки
Неподалік — пам'ятка природи «Балка Россоховата».